# Club Atlético Tiro Federal Argentino
Maillots
Dernière mise à jour : 4 février 2012.
Le Club Atlético Tiro Federal Argentino est un club argentin de football basé à Rosario.
Le club est entraîné depuis juillet 2011 par Ricardo Johansen.

## Historique
- 29 mars 1905 : fondation du club

## Palmarès
- Champion d'Argentine D2 : Ouv. 2004
- Champion d'Argentine D3 : 1951

## Anciens joueurs
- Javier Cámpora
- Iván Pillud
- Federico Sacchi